# 안주성
안주성(安州城)은 고구려 때 축조된 성으로, 조선 시대에 재건되었다. 현재 조선민주주의인민공화국 평안남도 안주시에 위치하고 있다.